# Acacia pulchella
Acacia pulchella är en ärtväxtart som beskrevs av Robert Brown. Acacia pulchella ingår i släktet akacior, och familjen ärtväxter.

## Underarter
Arten delas in i följande underarter:
- A. p. glaberrima
- A. p. goadbyi
- A. p. hirsuta
- A. p. magna
- A. p. pulchella
- A. p. reflexa

## Bildgalleri

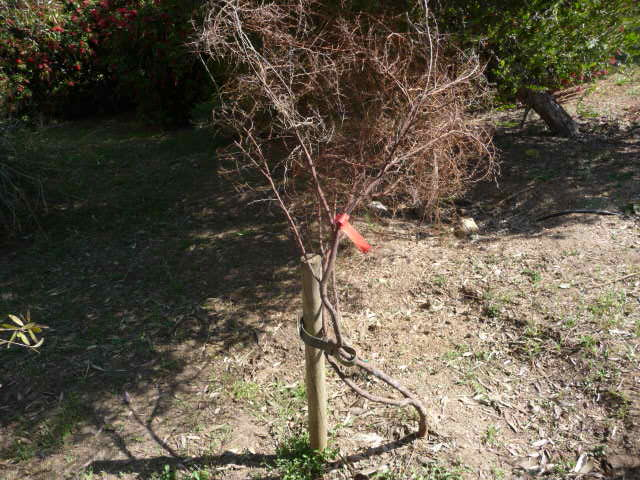
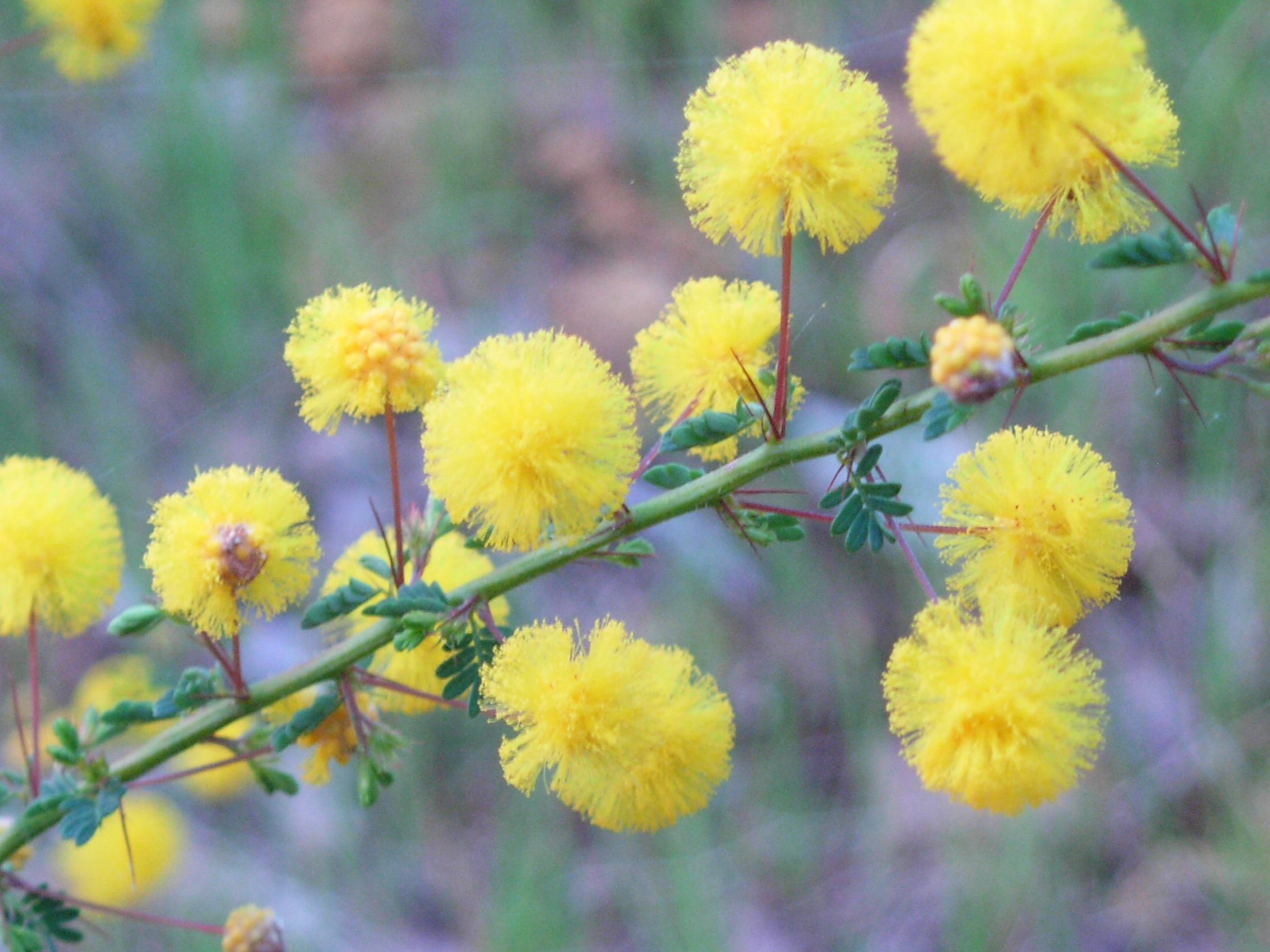
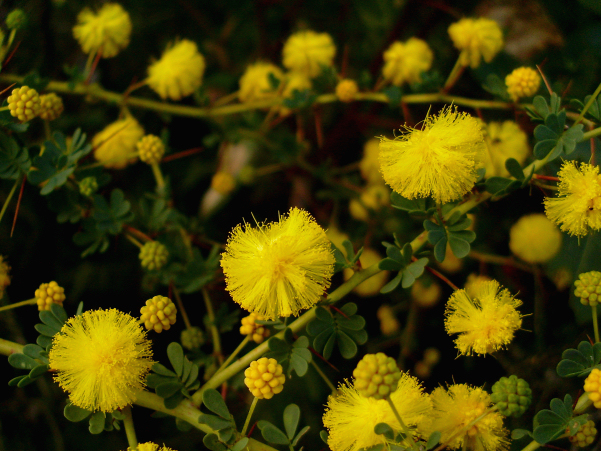